# Nowoczesna
Nowoczesna (deutsch Die Moderne, Kurzbezeichnung .N) ist eine liberale und zentristische politische Partei in Polen. Sie wurde im Jahr 2015 vom Ökonomen Ryszard Petru gegründet und tritt in ökonomischer Hinsicht wirtschaftsliberal, in gesellschaftlichen Fragen sozialliberal auf.

## Geschichte

### Entstehung und Einzug in den Sejm 2015
Im April 2015 kündigte der damalige Vorsitzende des polnischen Ökonomen-Verbandes, Ryszard Petru, an, einen Verein mit Namen NowoczesnaPL gründen zu wollen, dessen Gründungskongress auch bald darauf, am 31. Mai, stattfand. Festgelegt wurde ein Grundsatzprogramm, zudem wurde ausdrücklich die Möglichkeit offen gelassen an den nahenden Parlamentswahlen mit eigenen Kandidaten teilzunehmen.
Wegen einer Kontroverse um den Namen – es existierte bereits eine Stiftung unter dem ähnlichen Namen „Fundacjia Nowoczesna Polska Jarosława Lipszyca“ –, beschloss man ihn zu ändern. So wurde am 2.die Stiftung Juli als „Fundacja Nowoczesna RP“, am 25. August die Partei unter dem Namen „Nowoczesna Ryszarda Petru” registriert. Die Mehrheit ihrer Mitglieder gehörten zuvor keiner Partei an, daneben waren meist ehemalige Mitglieder anderer liberaler Parteien wie der Unia Wolności (UW), der Platforma Obywatelska (PO), oder der Partia Demokratyczna (PD).
Nowoczesna gelang es sich in allen Wahlkreisen zu registrieren und bei den Wahlen zum Sejm mit 7,6% die viertstärkste Kraft zu werden. Alle 28 Abgeordneten zogen zum ersten Mal in den Sejm ein.
Im März 2016 wurden Katarzyna Lubnauer, Jerzy Meysztowicz und Joanna Schmidt zu Vize-Vorsitzenden der Partei. Während des ersten Jahren im Sejm traten drei Abgeordnete zu den Liberalen über, zwei aus der PO und einer aus der Kukiz-Bewegung. Im Juni gleichen Jahres wurde .N in die Europapartei ALDE aufgenommen und auf einem Parteikonvent drei Monate später ein Programm beschlossen.

### Umfragehoch und interne Probleme
Am 22. Oktober wurde in letzter Instanz die Zurückweisung des Finanzberichtes von Nowoczesna bestätigt, was zur Folge hatte, dass die Partei auf 75 % der staatlichen Parteienfinanzierung verzichten musste, die ihr nach der Parlamentswahl 2015 zustand. Der verantwortliche Schatzmeister Michał Pihowicz legte daraufhin sein Amt nieder.
2016 stand sie in Umfragen zur Parlamentswahl 2019 mit bis zu 25 % nach der nationalkonservativen Regierungspartei Recht und Gerechtigkeit (PiS) an zweiter Position und hatte auch die ehemals regierende PO überholt. Die meisten befragten Polen sahen Nowoczesna damals als größte Oppositionskraft zur regierenden PiS. Dies begann sich ab Neujahr zu ändern als Parteichef Petru mit seiner Parteikollegin Joanna Schmidt während ihres gemeinsamen Fluges in den Urlaub heimlich fotografiert wurden, was genau in die Zeit der Besetzung das Sejm über die Feiertage fiel an der sich auch Nowoczesna beteiligte, um ihre Missfallen gegenüber der Regierung zu bringen. Die Brisanz der Veröffentlichung erhöhte zudem, dass beide zu dem Zeitpunkt verheiratet und jeweils Eltern mehrerer Kinder waren, was auch in liberalen Kreisen Polens für Empörung sorgte. Dieser Skandal führte zu einem starken Glaubwürdigkeitsverlust und markierte den Beginn massiv sinkender Umfragewerte.
Im April 2017 zog sich Petru als Vorsitzender des Parlamentsklubs zurück, ihm folgte Katarzyna Lubnauer. Im selben Monat verließen vier Abgeordneten die Partei und schlossen sich der Platforma Obywatelska an. Sechs Monate später verließ auch Zbigniew Gryglas .N auf Grund seiner konservativen Haltung in gesellschaftlichen Fragen und beteiligte sich im November an der Gründung der liberal-konservativen Partei Porozumienie von Jarosław Gowin.
Am 25. November 2017 wurde in Anwesenheit von ungefähr 300 Delegierten ein Parteitag organisiert. Währenddessen kam es zur Wahl von Parteiorgan und Vorsitzenden. Katarzyna Lubnauer konnte mit einem Stimmverhältnis von 149 zu 140 den Parteichef Ryszard Petru ablösen. Lubnauer wurde durch Kamila Gasiuk-Pihowicz, Paweł Pudłowski und Piotr Misiło unterstützt, die ihre Kandidaturen vorzeitig verworfen hatten. Darüber hinaus wurde der vollständige Parteiname von Nowoczesna Ryszarda Petru (deutsch: Richard Petrus Moderne) auf Nowoczesna eingekürzt. Am 3. Januar 2018 löste Gasiuk-Pihowicz Lubnauer als Vorsitzende des Parlamentsklubs ab.
Insgesamt sind während der Legislaturperiode bis 2019 18 Mitglieder der Fraktion Nowoczesna zu anderen Fraktionen übergetreten, die meisten von ihnen zur PO. Um die Mindeststärke einer Fraktion von 15 Mitgliedern halten zu können, trat der Fraktion nach Absprachen ein Abgeordneter der PSL bei.

### Kooperation mit der Bürgerplattform
Im März 2018 einigten sich .N und die PO bei den Selbstverwaltungswahlen desselben Jahren gemeinsam anzutreten. Dabei erzielte das Bündnis ein Ergebnis von 26,97%, wodurch .N 30 Mandate errang.
Im Mai verließ Parteigründer Ryszard Petru mit Joanna Scheuring-Wielgus und Joanna Schmidt die Nowoczesna, um gemeinsam den Parlamentszirkel Liberalno-Społeczni zu schaffen und im November eine neue Partei unter dem Namen Teraz! zu gründen. Obwohl sich dieser neuen liberalen Partei eine Reihe an Mitgliedern der .N anschlossen, die über die Koalition mit der PO unzufrieden waren, wurde sie vor Ablauf der Legislatur im Juli 2019 wieder aufgelöst.
Bei den Wahlen zum Europaparlament 2019 trat Nowoczesna als Teil des Wahlbündnisses Koalicja Europejska an, zu dem unter anderem auch die Parteien PSL, PO, SLD, sowie weitere kleinere gehörten. Das Bündnis erzielte zwar ein Ergebnis von über 38%, .N konnte aber keine Abgeordneten entsenden. Wenige Tage später am 8. Juni bekräftigte man die Kooperation mit der PO für polnische Parlamentswahl 2019 und vereinbarte einen gemeinsamen Abgeordnetenzirkel zu bilden,  Diesem Bündnis, genannt Koalicja Obywatelska, traten im weiteren Verlauf die Parteien  Inicjatywa Polska und Zieloni bei, jedoch weder der SLD noch PSL, die jeweils Allianzen bildeten. Aus den erreichten 27,4% bei der Wahl zum Sejm gingen 8 Abgeordnete für .N hervor. Ein weiteres Mitglied von Nowoczesna zog über die Liste der PSL in den Sejm ein. Zudem konnte ein Mandat im Senat gewonnen werden.
Am 24. November 2019 legte  Katarzyna Lubnauer ihr Amt als Parteivorsitzende nieder. Zum neuen Vorsitzenden wurde Adam Szłapka gewählt.
Im Vorfeld des Präsidentschaftswahlkampfes sprach die Partei zunächst Małgorzata Kidawa-Błońska, später Rafał Trzaskowski (beide PO) das Vertrauen aus.

## Programm
Die Nowoczesna ist programmatisch mit der Bürgerplattform (PO) vergleichbar, jedoch liberaler eingestellt. Im September 2016 stellte die Nowoczesna auf einem Parteikonvent ihr Programm vor.

### Innenpolitik
Der Ministerpräsident bekäme mehr Kompetenzen zulasten des Staatspräsidenten zugewiesen, um eine Blockierung der Regierungstätigkeit zu verhindern. Die Amtszeit von Abgeordneten und anderen Volksvertretern, wie etwa Stadtpräsidenten oder Bürgermeister, soll maximal zwei Legislaturperioden mit jeweils fünf Jahren betragen. Zudem sollen Starost und Woiwodschaftsmarschall in einer Direktwahl ernannt werden. Die Funktion des Woiwoden soll entfallen und
die Wahl zum Senat im Abstand von zwei Jahren zu den Sejmwahlen erfolgen, sodass amtierenden Lokalpolitikern eine Kandidatur für den Senat ermöglicht wird. Generalstaatsanwaltschaft und Justizministerium sollen voneinander unabhängig sein. Daher sollen beide Ämter nicht von derselben Person ausgeübt werden.

### Gesellschaftsfragen
.N möchte Religion und Staat stärker trennen, Eingetragene Partnerschaften legalisieren und In-vitro-Fertilisation vom Staatshaushalt finanzieren. Die Konversionstherapien an Menschen mit homosexueller Orientierung und die Geschlechtsangleichungen an intersexuellen Kindern will die Nowoczesna per Gesetz verbieten. Organisationen mit rassistischem, chauvinistischem oder anarchistischem Charakter müssen durch neue Gesetze effektiver eingeschränkt beziehungsweise aufgelöst werden können.

### Wirtschaft
Die Partei spricht sich gegen Privilegien einzelner Berufsgruppen aus. Monopolpositionen von staatlichen Unternehmen gelte es zu verringern. Darüber hinaus schlägt .N vor, beide Einkommensteuersätze (aktuell 19 und 32 %) auf jeweils 16 und 26 % zu reduzieren, wobei man längerfristig eine Flat Tax mit hohem Steuerfreibetrag anstrebt. Sollte das Einkommen eines Privathaushalts nach Abzug des Gesundheitsbeitrages unter dem Existenzminimum liegen, bekommt die Person den fehlenden Betrag mit der Einkommensteuer zurückerstattet. Der Mindestlohn wird vom Durchschnittslohn eines Powiats (Äquivalent zu Landkreis) abhängig gemacht und soll 50 % betragen. Das Renteneintrittsalter müsse aufgrund des demographischen Wandels 67 Jahre für Mann und Frau betragen.

## Parteivorsitzende
| Nr. | Bild | Name               | Amtszeit                             |
| --- | ---- | ------------------ | ------------------------------------ |
| 1.  |      | Ryszard Petru      | 31. Mai 2015– 25. November 2017      |
| 2.  |      | Katarzyna Lubnauer | 25. November 2017– 24. November 2019 |
| 3.  |      | Adam Szłapka       | Seit 24. November 2019               |